# Igreja de São Pedro de Roriz
A Igreja de São Pedro de Roriz, também designada por Mosteiro de São Pedro de Roriz, localiza-se na freguesia de Roriz, município de Santo Tirso, distrito do Porto, em Portugal.
Constitui-se em um dos mais belos exemplares da arquitectura românica do Douro Litoral.[carece de fontes?]
Encontra-se classificada como Monumento Nacional desde 1910.

## História
A igreja de Roriz integrava um importante mosteiro, cuja fundação é atribuída a D. Toure Serrão por volta de 1070 embora o primeiro documento conhecido do mosteiro, referente a uma permuta de propriedades, data do ano de 1096.
No ano de 1173, Afonso I de Portugal fez a doação deste mosteiros à Ordem dos Cónegos Regrantes de Santo Agostinho.
Entre o final do século XII e inícios do século XIII os cónegos regrantes constroem a atual igreja. Estes trabalhos prolongaram-se por mais de cem anos, tendo a construção do edifício se desenvolvido em cinco fases:
1. Construção da capela-mor e início da nave (final do século XII), fase em que o trabalho da pedra denota uma superior perfeição, apresentando, no interior, uma planta hexagonal. Os capitéis, apesar de seguirem o esquema tradicional, apresentam-nos uma frescura de detalhe e imaginação.
2. Execução dos portais, elevação dos muros laterais da nave e contraforte no lado sul (início do século XIII). Nesta fase trabalham vários artistas na igreja, a abóboda é concluída. Os portais foram decorados com motivos jacobeus.
3. Edificação do anexo sul (antes de 1225), hoje, a sacristia. Este edifício foi construído adossado ao exterior do alçado sul da abside. Funcionou também como sala do capítulo e apoio aos serviços religiosos.
4. Construção da capela de Santa Maria (meados século XIII). Uma sigla localizada na base do campanário do lado setentrional indica-nos o nome do seu construtor-mestre  Telo;
5. Conclusão da empena sobre o arco triunfal e execução das cornijas (final do século XIII). Cobertura das duas naves – a igreja e a capela. A decoração desta fase final consiste em figuras quadrúpedes e focinhos de bovídeos.

A sagração da igreja realizou-se no final do século XIII.
O mosteiro funcionou até 1572, data da morte de Luís Fernandes, o seu último prior comendatário. Nesse ano extinguiu-se a comunidade monástica, tendo sobrevido a comunidade paroquial. O espaço do mosteiro passou a ser franqueado à comunidade local, que passou a poder frequentar a capela adossada de Santa Maria.
A propriedade passou para a posse da Companhia de Jesus, que a utilizou como residência até 1759, data do decreto de expulsão da ordem do país pelo Marquês de Pombal.
Desde esse período, os bens do mosteiro e da igreja passam por vários proprietários, sendo sucessivamente detidos pela Coroa (1759-1774), pela Universidade de Coimbra (1774-1775) e por vários particulares. No século XIX a propriedade foi adquirida pelo visconde de Roriz, ficando a igreja, desde essa altura aberta à comunidade local.
Sofreu intervenção de restauro em 1983, por iniciativa da Direcção-Geral dos Edifícios e Monumentos Nacionais.

## Características
Os vestígios da primitiva igreja correspondem ao período de 1070-1170, podendo-se observar os seguintes elementos arquitectónicos: um capitel figurativo, um friso, uma imposta e duas bases. 